# U-575 (tàu ngầm Đức)
U-575 là một tàu ngầm tấn công  Lớp Type VII thuộc phân lớp Type VIIC được Hải quân Đức Quốc Xã chế tạo trong Chiến tranh Thế giới thứ hai. Nhập biên chế năm 1941, nó đã thực hiện tổng cộng mười chuyến tuần tra, đánh chìm được tám tàu buôn với tổng tải trọng 36.010 GRT cùng một tàu chiến tải trọng 1.015 tấn, đồng thời gây hư hại cho một tàu buôn khác tải trọng 12.910 GRT. Trong chuyến tuần tra cuối cùng trong Đại Tây Dương, U-575 bị máy bay và tàu chiến Đồng Minh đánh chìm về phía Bắc quần đảo Azores vào ngày 13 tháng 3, 1944.

## Thiết kế và chế tạo

### Thiết kế

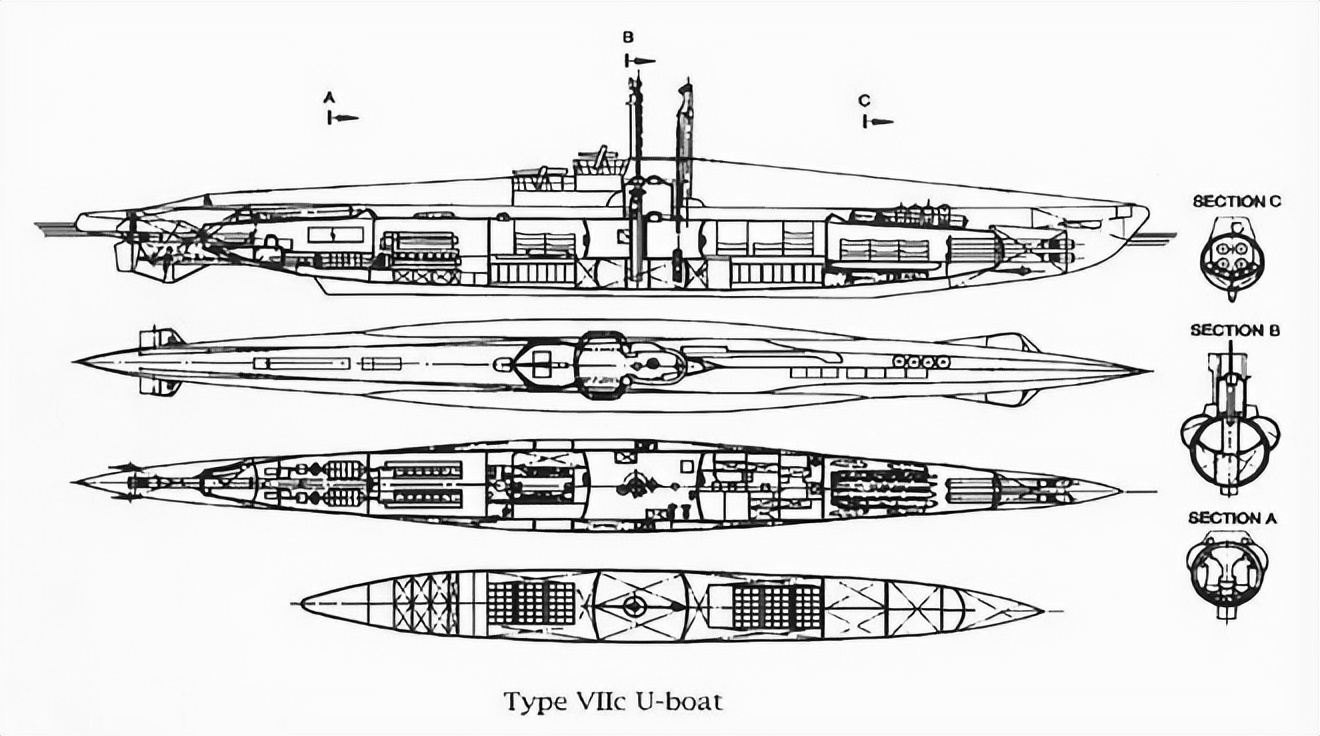
Sơ đồ các mặt cắt một tàu ngầm Type VIIC

Phân lớp VIIC của Tàu ngầm Type VII là một phiên bản VIIB được kéo dài thêm. Chúng có trọng lượng choán nước 769 t (757 tấn Anh) khi nổi và 871 t (857 tấn Anh) khi lặn). Con tàu có chiều dài chung 67,10 m (220 ft 2 in), lớp vỏ trong chịu áp lực dài 50,50 m (165 ft 8 in), mạn tàu rộng 6,20 m (20 ft 4 in), chiều cao 9,60 m (31 ft 6 in) và mớn nước 4,74 m (15 ft 7 in).
Chúng trang bị hai động cơ diesel Germaniawerft F46 siêu tăng áp 6-xy lanh 4 thì, tổng công suất 2.800–3.200 PS (2.100–2.400 kW; 2.800–3.200 bhp), dẫn động hai trục chân vịt đường kính 1,23 m (4,0 ft), cho phép đạt tốc độ tối đa 17,7 kn (32,8 km/h), và tầm hoạt động tối đa 8.500 nmi (15.700 km) khi đi tốc độ đường trường 10 kn (19 km/h). Khi đi ngầm dưới nước, chúng sử dụng hai động cơ/máy phát điện Garbe, Lahmeyer & Co. RP 137/c  tổng công suất 750 PS (550 kW; 740 shp). Tốc độ tối đa khi lặn là 7,6 kn (14,1 km/h), và tầm hoạt động 80 nmi (150 km) ở tốc độ 4 kn (7,4 km/h). Con tàu có khả năng lặn sâu đến 230 m (750 ft).
Vũ khí trang bị có năm ống phóng ngư lôi 53,3 cm (21 in), bao gồm bốn ống trước mũi và một ống phía đuôi, và mang theo tổng cộng 14 quả ngư lôi, hoặc tối đa 22 quả thủy lôi TMA, hoặc 33 quả TMB. Tàu ngầm Type VIIC bố trí một hải pháo 8,8 cm SK C/35 cùng một pháo phòng không 2 cm (0,79 in) trên boong tàu. Thủy thủ đoàn bao gồm 4 sĩ quan và 40-56 thủy thủ.

### Chế tạo
U-575 được đặt hàng vào ngày 24 tháng 10, 1939, và được đặt lườn tại xưởng tàu của hãng Blohm & Voss ở Hamburg vào ngày 1 tháng 8, 1940. Nó được hạ thủy vào ngày 30 tháng 4, 1941, và nhập biên chế cùng Hải quân Đức Quốc Xã vào ngày 19 tháng 6, 1941 dưới quyền chỉ huy của Hạm trưởng, Đại úy Hải quân Günther Heydemann.

## Lịch sử hoạt động

### 1941
Sau khi hoàn tất việc huấn luyện trong thành phần Chi hạm đội U-boat 7, U-575 tiếp tục ở lại cùng đơn vị này để hoạt động trên tuyến đầu cho đến khi bị mất.

#### Chuyến tuần tra thứ nhất
U-575 xuất phát từ cảng Trondheim, Na Uy 8 tháng 9, 1941 cho chuyến tuần tra đầu tiên trong chiến tranh. Nó tiến ra Bắc Hải, rồi băng qua khe GI-UK giữa quần đảo Faroe và Iceland để vòng qua quần đảo Anh và hoạt động trong Bắc Đại Tây Dương về phía Đông Nam Greenland. Tại đây vào ngày 2 tháng 10, nó phóng ngư lôi tấn công và đánh chìm tàu buôn Hà Lan Tuva 4.652 GRT thuộc Đoàn tàu ON-19A.Tàu khu trục Hoa Kỳ USS Winslow, vốn đang hộ tống cho Đoàn tàu ON-20, đã đi đến trợ giúp những người sống sót và thả mìn sâu tấn công U-575, nhưng chiếc tàu ngầm thoát được mà không bị hư hại.  Trên đường quay trở về căn cứ vào ngày 7 tháng 10, chiếc U-boat là mục tiêu của một máy bay không rõ nhận dạng, và hai quả bom thả xuống đã gây hư hại nhẹ cho U-575. Con tàu kết thúc chuyến tuần tra khi đi đến cảng St. Nazaire bên bờ Đại Tây Dương của Pháp đã bị Đức chiếm đóng, đến nơi hai ngày sau đó. St. Nazaire trở thành căn cứ hoạt động chủ yếu của chiếc U-boat cho đến khi nó bị mất.

#### Chuyến tuần tra thứ hai
U-575 khởi hành từ St. Nazaire vào ngày 9 tháng 11 cho chuyến tuần tra thứ hai, và đã hoạt động trong Bắc Đại Tây Dương cho đến tận phía Đông Newfoundland, Canada. Vào ngày 1 tháng 12 nó theo dõi một tàu buôn trong suốt nhiều giờ, cho đến khi nhận ra mục tiêu là chiếc tàu chở dầu Hoa Kỳ Astral trung lập, nên đã không tấn công. Trong chặng quay trở về, chiếc tàu ngầm bị tấn công bằng mìn sâu vào ngày 9 tháng 12, và bị hư hại đến mức nó từ bỏ ý định xâm nhập Địa Trung Hải, và quay trở về St. Nazaire vào ngày 17 tháng 12.

### 1942

#### Chuyến tuần tra thứ ba
U-575 lại xuất phát từ St. Nazaire vào ngày 14 tháng 1, 1942 cho chuyến tuần tra thứ ba, và tiếp tục hoạt động tại khu vực Trung tâm Bắc Đại Tây Dương. Một thủy thủ đã bị gảy tay do thời tiết xấu vào ngày 25 tháng 1. Sau đó U-575 cùng với tàu ngầm U-123 hẹn gặp gỡ chiếc tàu vượt phong tỏa Spreewald, với hy vọng bác sĩ của Spreewald sẽ trợ giúp y tế cho một thủy thủ của U-123 bị thương. U-575 gặp U-123 vào ngày 31 tháng 1 nhưng không tìm thấy Spreewald, không biết rằng Spreewald đã bị đánh chìm. U-575 kết thúc chuyến tuần tra và quay trở về St. Nazaire vào ngày 26 tháng 2.

#### Chuyến tuần tra thứ tư
U-575 rời St. Nazaire vào ngày 9 tháng 11 cho chuyến tuần tra thứ tư, và đã băng qua suốt Đại Tây Dương để hoạt động ngoài khơi vùng bờ Đông của Hoa Kỳ trong khuôn khổ Chiến dịch Paukenschlag (tiếng Anh: Chiến dịch Drumbeat). Vào ngày 14 tháng 5, nó phóng hai quả ngư lôi tấn công và đánh chìm chiếc tàu buôn Hoa Kỳ Robin Hood 6.887 GRT ở vị trí khoảng 300 nmi (560 km) về phía Đông Nam đảo Nantucket, Massachusetts. U-575 kết thúc chuyến tuần tra và quay trở về St. Nazaire vào ngày 14 tháng 5.

#### Chuyến tuần tra thứ năm
Trong chuyến tuần tra thứ năm, cùng xuất phát và kết thúc tại St. Nazaire và kéo dài từ ngày 10 tháng 6 đến ngày 7 tháng 8, U-575 tiếp tục tham gia Chiến dịch Paukenschlag khi băng qua suốt Đại Tây Dương để hoạt động tại vùng biển Caribe. Vào ngày 4 tháng 7, nó phóng ngư lôi đánh chìm chiếc tàu buôn Hoa Kỳ Norlandia 2.689 GRT ở vị trí khoảng 25 nmi (46 km) về phía Đông Bắc đảo San Domingo. Năm ngày sau đó 9 tháng 7, nó dùng ngư lôi và hải pháo đánh chìm chiếc tàu buôn Anh Empire Explorer 5.345 GRT ở vị trí về phía Tây Tobago. Sang ngày 18 tháng 7, nó đánh chìm các thuyền buồm Anh Comrade 69 GRT và Glacier 75 GRT ở vị trí về phía Tây Trinidad, và cùng trong ngày hôm đó đã phóng ngư lôi đánh trúng chiếc San Gaspar 12.910 GRT ở vị trí khoảng 30 nmi (56 km) ngoài khơi Manzanilla, Trinidad; tuy nhiên chiếc tàu chở dầu Anh chỉ bị hư hại và được kéo đến Port of Spain để sửa chữa.

#### Chuyến tuần tra thứ sáu
U-575 lại xuất phát từ St. Nazaire vào ngày 16 tháng 9 cho chuyến tuần tra thứ sáu để hoạt động tại vùng biển Bắc Đại Tây Dương về phía Tây Ireland (Khu vực Tiếp cận phía Tây). Tại đây vào ngày 29 tháng 9, nó phóng ngư lôi tấn công và đánh chìm chiếc tàu biển chở hành khách Anh Abosso 11.330 GRT ở vị trí khoảng 700 nmi (1.300 km) về phía Tây Bắc quần đảo Azores, khiến 362 hành khách và thủy thủ đoàn thiệt mạng. Kết thúc chuyến tuần tra, U-575 đi đến cảng Lorient cùng bên bờ Đại Tây Dương của Pháp vào ngày 8 tháng 11.

### 1943

#### Chuyến tuần tra thứ bảy
Khởi hành từ cảng Lorient vào ngày 17 tháng 12, 1942 cho chuyến tuần tra thứ bảy, U-575 đã hoạt động trong Đại Tây Dương trên tuyến hàng hải ở lối ra vào phía Tây của eo biển Gibraltar. Vào ngày 25 tháng 1, 1943, nó phóng ngư lôi tấn công chiếc tàu buôn Hoa Kỳ City of Flint 4.963 GRT, vốn bị tụt lại phía sau Đoàn tàu UGS-4, đánh chìm mục tiêu ở vị trí khoảng 300 nmi (560 km) về phía Đông Nam quần đảo Azores. Chiếc tàu ngầm quay trở về cảng St. Nazaire vào ngày 18 tháng 2.

#### Chuyến tuần tra thứ tám và thứ chín
Trong chuyến tuần tra tiếp theo, cùng xuất phát và kết thúc tại St. Nazaire và kéo dài từ ngày 22 tháng 4 đến ngày 11 tháng 6, U-575 đã hoạt động tại khu vực Trung tâm Bắc Đại Tây Dương, nhưng không đánh chìm được mục tiêu nào.
Sau đó chiếc U-boat có những chuyến đi ngắn tư căn cứ St. Nazaire vào cuối tháng 9, trước khi lên đường vào ngày 6 tháng 10 cho chuyến tuần tra thứ chín để lại hoạt động tại khu vực Trung tâm Bắc Đại Tây Dương. Vào ngày 21 tháng 11, U-575 bị một máy bay ném bom B-24 Liberator trang bị đèn Leigh tấn công; hỏa lực phòng không của chiếc tàu ngầm đã chống trả và đánh đuổi kẻ tấn công trước khi lặn xuống ẩn nấp. Nó về đến St. Nazaire vào ngày 28 tháng 11.
Vào khoảng thời gian này, U-575 được trang bị ống hơi nhằm cải thiện khả năng đi ngầm dưới nước.

### 1944

#### Chuyến tuần tra thứ mười – Bị mất
U-575 xuất phát từ St. Nazaire vào ngày 29 tháng 2, 1944 cho chuyến tuần tra thứ mười, cũng là chuyến cuối cùng. Vào ngày 10 tháng 3, nó tấn công Đoàn tàu SL-150/MKS-41 và phóng ngư lôi đánh chìm tàu corvette Anh HMS Asphodel (1.015 tấn) ở vị trí về phía Tây Bắc mũi Finisterre, Tây Ban Nha. Các tàu hộ tống khác của đoàn tàu đã phản công trong suốt 18 giờ, nhưng chiếc U-boat đã chạy thoát.
Đến ngày 13 tháng 3, ở vị trí về phía Bắc quần đảo Azores, U-575 bị tấn công bằng mìn sâu và hải pháo phối hợp từ các tàu frigate Canada HMCS Prince Rupert, tàu khu trục USS Hobson và tàu hộ tống khu trục USS Haverfield của Hải quân Hoa Kỳ, một máy bay Vickers Wellington thuộc Liên đội 172 Không quân Hoàng gia Anh (RAF), hai máy bay B-17 Flying Fortress thuộc các liên đội 206 và 208 RAF, cùng một máy bay TBM Avenger xuất phát từ tàu sân bay hộ tống Hoa Kỳ USS Bogue. U-575 bị đánh chìm tại tọa độ 46°18′B 27°34′T / 46,3°B 27,567°T; 18 thành viên thủy thủ đoàn đã tử trận, và có 37 người sống sót được cứu vớt và bị bắt làm tù binh chiến tranh.

### "Bầy sói" tham gia
U-575 từng tham gia 18 bầy sói:
- Brandenburg (15 – 26 tháng 9, 1941)
- Steuben (14 tháng 11 – 2 tháng 12, 1941)
- Endrass (12 – 17 tháng 6, 1942)
- Tiger (26 – 27 tháng 9, 1942)
- Luchs (27 tháng 9 – 6 tháng 10, 1942)
- Panther (6 – 16 tháng 10, 1942)
- Puma (16 – 22 tháng 10, 1942)
- Delphin (26 tháng 12, 1942 – 14 tháng 2, 1943)
- Amsel 1 (3 – 6 tháng 5, 1943)
- Elbe (7 – 10 tháng 5, 1943)
- Elbe 1 (10 – 14 tháng 5, 1943)
- Mosel (19 – 24 tháng 5, 1943)
- Siegfried (22 – 27 tháng 10, 1943)
- Siegfried 3 (27 – 30 tháng 10, 1943)
- Jahn (30 tháng 10 – 2 tháng 11, 1943)
- Tirpitz 3 (2 – 8 tháng 11, 1943)
- Eisenhart 4 (9 – 15 tháng 11, 1943)
- Preussen (2 – 13 tháng 3, 1944)

### Tóm tắt chiến công
U-575 đã đánh chìm được tám tàu buôn với tổng tải trọng 36.010 GRT cùng một tàu chiến tải trọng 1.015 tấn, đồng thời gây hư hại cho một tàu buôn khác tải trọng 12.910 GRT:
| Ngày              | Tên tàu         | Quốc tịch              | Tải trọng | Số phận      |
| ----------------- | --------------- | ---------------------- | --------- | ------------ |
| 2 tháng 10, 1941  | Tuva            | Netherlands            | 4.652     | Bị đánh chìm |
| 16 tháng 4, 1942  | Robin Hood      | United States          | 6.887     | Bị đánh chìm |
| 4 tháng 7, 1942   | Norlandia       | United Kingdom         | 2.689     | Bị đánh chìm |
| 9 tháng 7, 1942   | Empire Explorer | United Kingdom         | 5.345     | Bị đánh chìm |
| 18 tháng 7, 1942  | Comrade         | United Kingdom         | 69        | Bị đánh chìm |
| 18 tháng 7, 1942  | Glacier         | United Kingdom         | 75        | Bị đánh chìm |
| 18 tháng 7, 1942  | San Gaspar      | United Kingdom         | 12.910    | Bị hư hại    |
| 29 tháng 10, 1942 | Abosso          | United Kingdom         | 11.330    | Bị đánh chìm |
| 25 tháng 1, 1943  | City of Flint   | United States          | 4.963     | Bị đánh chìm |
| 10 tháng 3, 1944  | HMS Asphodel    | Hải quân Hoàng gia Anh | 1.015     | Bị đánh chìm |